# Social Network Game
Ein Social Network Game nutzt ein soziales Netzwerk als Ausgangsplattform. Es ist in der Regel ein asynchrones Spiel, das ein gewisses Maß sozialer Interaktion fordert. Die Spiele werden nicht nur als Browserspiel, sondern zunehmend auch für mobile Endgeräte angeboten. Oftmals wird der Begriff Social Game synonym verwendet. Aufgrund der hohen Spielerzahlen und Umsätzen ist dies einer der populärsten Bereiche der Spieleindustrie. Marktführer Zynga verzeichnete Ende 2011 240 Millionen aktive Nutzer pro Monat und erzielte in jenem Jahr einen Umsatz von 1,14 Mrd. US-Dollar.

## Entwicklung
Je nach Auslegung der Definition mag es gewisse Vorläufer gegeben haben. Die Geburtsstunde von Social Games, wie sie heute bekannt sind, lässt sich aber auf den Mai 2007 festlegen. In diesem Monat öffnete Facebook seine Schnittstelle für externe Entwickler und Applikationen.
Im April 2007 gründete Mark Pincus die Firma Presidio Media, deren Namen er im Juli in Zynga änderte. Heute hat sich Zynga mit rund 40 % als Marktführer durchgesetzt. Weitere bekannte Firmen sind die deutschen Spielehersteller Bigpoint Games, Gameforge, Goodgame und Wooga.
Wie in anderen Bereichen der IT sind Firmenaufkäufe eine wichtige Expansionsstrategie. Vor allem für die großen Spiele-Entwickler-Firmen ist dies ein Mittel, um im Bereich Social Games Fuß zu fassen. So kaufte EA Games 2009 für 300 Millionen Euro die Firma Playfish auf.

## Geschäftsmodelle
Unter den Geschäftsmodellen gibt es im Wesentlichen drei Ströme:

### Kommerzielle
Bei den kommerziellen Social Games handelt es sich um Spiele, mit denen Umsatz erzielt werden soll. Der User kann sich entweder den Zugang zu dem Spiel oder gewisse Spieleerweiterungen und Ressourcen innerhalb des Spiels kaufen. Am etabliertesten ist hier das Modell Freemium, bei dem das Spiel kostenlos ist, aber gewisse Ressourcen monetär erworben werden können.
Dieses Geschäftsmodell hat sich rasant im Bereich der Social Network Games ausgebreitet und es zeigt sich dabei folgendes Phänomen: Der Umsatz wird über eine große Anzahl an Kunden mit geringer Zahlungsbereitschaft generiert. Bei Zynga lässt sich diese Thematik leicht veranschaulichen: Der Umsatz von 1,14 Mrd. US-Dollar 2011 wurde über 240 Millionen User generiert. Das bedeutet, dass der durchschnittlich Umsatz pro Person bei 4,75 US-Dollar liegt. Des Weiteren zeigt sich, dass mit 2,9 Millionen Usern (ca. 1,21 % der gesamten User) nur ein sehr geringer Teil Zahlungsbereitschaft aufweist.
 Multisided-Ansatz 

Im kommerziellen Bereich wird neben den Einnahmen durch Spieler in vielen Social Network Games das Geschäftsmodell durch die Einbindung externer Unternehmen bereichert. Ihnen werden im Wesentlichen zwei Möglichkeiten geboten sich in ein Spiel einbinden zu lassen. Der verbreitere Ansatz ist im Spiel Werbung für das Unternehmen, Produkte oder Projekte zu schalten Die Werbung wird in den Spielverlauf eingebunden und dadurch dem Spieler gezeigt. Der zweite Ansatz ist hingegen etwas komplexer. In vielen Social Network Games wird die Möglichkeit angeboten, auch kostenlos an In-Game-Währung gelangen zu können. In-Game-Währung ist Geld, das der Benutzer im Spiel verwenden kann, um sich verschiedene Spielerweiterungen zu kaufen wie z. B. in FarmVille neue Gebäude. Über diesen Menüpunkt bekommt der Spieler eine Auswahl an Möglichkeiten angeboten, bei denen er eine bestimmte Leistung erbringen muss und dafür In-Game-Währung gutgeschrieben bekommt. Bisher lassen sich dabei zwei Strömungen erkennen. Entweder der Spieler bezahlt entgeltlich oder mit Informationen. Entgeltlich wäre beispielsweise wenn er eine Bestellung bei Quelle GmbH tätigt, für die er zusätzliches virtuelles Geld erhält. Die andere Möglichkeit besteht für den User darin, an einer Umfrage teilzunehmen, für die er nach Durchführung auch In-Game-Währung erhält.

### Indirekt kommerzielle
Dies sind Spiele, die für den User mit keinerlei Kosten verbunden sind und somit allen Usern dasselbe Spielerlebnis anbieten. Die Intention besteht hierbei die Aufmerksamkeit des Users zu erlangen, um ihn beispielsweise als Kunden zu gewinnen. So hat das Unternehmen Tamron zur Einführung eines neuen Objektivs das Spiel „Tamron Island“ auf einer Internetseite eingeführt, das dem User mit einem spielerischen Hintergrund die Produkte von Tamron zeigt.

### Nicht-kommerzielle
Diese bergen keine Absicht direkt oder indirekt monetäre Einnahmen zu erzielen, verfolgen aber andere Ideen, wie zum Beispiel den User auf eine Problematik aufmerksam zu machen. Dazu zählen beispielsweise die beiden Spiele „Flutter“ und „My Polar Bear“, die der WWF herausgebracht und über Facebook angeboten hat. In diesem Fall soll speziell auf umweltliche Missstände aufmerksam gemacht werden. Auf der anderen Seite gibt es aber auch andere Spiele, die sich mit einer generellen Problematik auseinandersetzen. Zum Beispiel soll das Spiel „GreenSight City“ Anregung zur Auseinandersetzung und Diskussion über das Thema urbane Mobilität geben. Diese Spiele haben meist einen Serious Game Charakter.

## Kritik
Der Grund für aufkommende Kritik an Social Network Games lässt sich anhand folgenden Zitats verdeutlichen:
„get users in the door to play free, then monetize the hell out of them once they’re hooked.“

IGG Cofounder Kevin Xu
Hiermit wird ausgedrückt, dass das Geschäftsmodell der Social Network Games im Wesentlichen darauf basiert, den Nutzer im ersten Schritt an das Spiel zu binden und ihn daraufhin auszubeuten. In diesem Zusammenhang wird auch von fehlender sozialer Verantwortung bei den Spieleherstellern gesprochen, weil sich in den sozialen Netzwerken wie Facebook zu einem nicht unerheblichen Teil auch Jugendliche unter 18 Jahren befinden. Der Multisided-Ansatz wird deshalb auch als Idee der Unternehmen gewertet, Transaktionen mit dem Spielehersteller für Jugendliche zu ermöglichen. Inhalte, die sonst nur durch direkte Zahlung an den Spielehersteller zu erwerben sind, können unter dem Deckmantel von Einkäufen z. B. Bestellungen bei Quelle oder Marketing-Umfragen verschleiert werden. Ausgehend von der Wortwahl, „kostenlos“ In-Game-Währung verdienen zu können, lassen sich wahrscheinlich viele Nutzer auf dieses Geschäft ein. Speziell die Möglichkeit von Umfragen sieht auf der ersten Blick sehr lukrativ aus. Dabei wird jedoch außer Acht gelassen, dass gerade der Punkt, Informationen über sich preiszugeben, eine Leistung ist. Aus dieser Sicht bezahlt der Spieler mit seiner Aufmerksamkeit und die Wortwahl „kostenlos“ wird relativiert.